# Gérgal
Gérgal è un comune spagnolo  situato nella comunità autonoma dell'Andalusia.

## Monumenti e luoghi d'interesse
Nel comune si trova un castello risalente al XVI secolo che è stato restaurato nel 1970 ed è di proprietà privata.

### Chiesa di Nuestra Señora del Carmen
Non si conosce la data esatta di costruzione. L'edificio attuale è frutto di un ampio restauro avvenuto tra il XVI e XVII secolo.